# Frederic Lluís de Mecklenburg-Schwerin
Frederic Lluís, gran duc de Mecklenburg-Schwerin. Nascut a Ludwigslust el 13 de juny de 1778 i mort també a Ludwigslust el 29 de novembre de 1819. Era el fill gran de Frederic Francesc I de Mecklenburg-Schwerin (1756-1837) i de Lluïsa de Saxònia-Gotha (1756-1808). Era, per tant, el príncep hereu del Gran Ducat de Mecklenburg-Schwerin, un dels Estats integrants de la Confederació alemanya.

## Biografia
Quan les tropes franceses van envair Mecklenburg, el Gran Duc i la seva família foren expulsats i s'establiren a Hamburg. Frederic Lluís de Mecklenburg-Schwerin s'adreçà a Sant Petersburg on demanà a Alexandre I de Rússia el seu suport per a alliberar Mecklenburg de la dominació estrangera. Amb l'ajut del tsar, el juny de 1907, el ducat fou alliberat de l'ocupació francesa.
Frederic Lluís de Mecklenburg-Schwerin va morir el 19 de novembre de 1819 a Ludwigslust. Abans de morir, va declarar hereu del ducat el príncep Pau Frederic de Mecklenburg-Schwerin.
Es va casar en tres ocasions:
1. El 12 d'octubre de 1799 es va casar a Gátchina, prop de Sant Petersburg amb la gran duquessa Helena Pávlovna de Rússia, filla del tsar Pau I de Rússia. D'aquest matrimoni en van néixer: 
- Pau Frederic, gran duc de Mecklenburg-Schwerin (1800-1842), casat amb Alexandrina de Prússia (1803-1892)
- Maria de Mecklenburg-Schwerin (1803-1862), casada amb Jordi I de Saxònia-Altenburg.

2. Havent enviudat, es va tornar a casar el 1810 amb Carolina de Saxònia-Weimar-Eisenach (1786-1816, filla de Carles August de Saxònia-Weimar-Eisenach (1757-1828) i de Lluïsa de Hessen-Darmstadt (1757-1830), amb la qual va tenir tres fills: 
- Albert de Mecklenburg-Schwerin (1812-1834)
- Helena de Mecklenburg-Schwerin (1814-1858), casat amb Ferran Felip d'Orleans, fill del rei Lluís Felip I de França.
- Magnus de Mecklemburgo-Schwerin (1815-1816)

3. Novament vidu, es va casar el 1818 amb Augusta de Hessen-Homburg.